# Ranger (Texas)
Ranger é uma cidade do estado norte-americano do Texas. Fica no Condado de Eastland. No censo de 2000 tinha 2584 habitantes.